# National Aboriginal Conference
De National Aboriginal Conference (NAC) was een Australisch adviesorgaan dat de Aboriginals in het land vertegenwoordigde en voortgekomen was uit de National Aboriginal Consultative Committee (NACC). Het bestond tussen 1977 en 1985.
De NAC bracht advies uit aan de regering in kwesties aangaande de Aboriginals. De NAC had geen uitvoerende macht, waardoor de politieke invloed beperkt bleef. Net als zijn voorganger, de NACC, stond de NAC daarom op gespannen voet met het ministerie voor Aboriginalzaken. Daarnaast had het adviesorgaan ook met interne strubbelingen te kampen. De belangen van de verschillende Aboriginalgroepen die in de NAC waren vertegenwoordigd, liepen vaak zo ver uiteen dat het moeilijk was om tot een gezamenlijk standpunt te komen. Veel Aboriginalleiders en -organisaties erkenden de NAC daarom niet als officiële vertegenwoordiger.
Activist Rob Riley, zelf een Aboriginal, speelde een centrale rol binnen de NAC. Hij werd in mei 1984 tot nationale voorzitter gekozen.
De NAC was de eerste Aboriginalorganisatie die een officieel voorstel voor een Aboriginalverdrag deed.